# Roberto Fernández
Roberto Eladio Fernández Roa (* 9. července 1954 Asunción) je bývalý paraguayský fotbalový brankář. Pro svou pružnost získal přezdívku El Gato (Kocour).
Za paraguayskou fotbalovou reprezentaci odehrál 78 zápasů. Byl členem týmu, který vyhrál Copa América 1979, když z devíti zápasů odchytal osm. Zúčastnil se také jihoamerického šampionátu v letech 1983, 1987 a 1989. Byl brankářskou jedničkou na mistrovství světa ve fotbale 1986, kde Paraguayci poprvé v historii postoupili ze základní skupiny. V utkání proti domácímu Mexiku přispěl k remíze 1:1, když v 88. minutě zlikvidoval pokutový kop Hugo Sáncheze.
S klubem Cerro Porteño se stal mistrem Paraguaye v letech 1990 a 1996, se Sport Club Internacional vyhrál Campeonato Gaúcho 1991 a 1992.
Jeho syn Roberto Junior Fernández je také fotbalový brankář, v roce 2017 hraje za Botafogo de Futebol e Regatas.